# I Want It All
«I Want It All» (с англ. — «Я хочу всё») — песня британской рок-группы Queen. Четвёртая по счёту песня в альбоме The Miracle, написанная гитаристом группы Брайаном Мэем, Является одной из самых известных и популярных песен группы. Это торжественная песня в стиле тяжёлого рока, затрагивающая темы восстания и социального переворота. В то же время, Мэй отмечает, что песня призывает к борьбе за свои цели. По этим причинам, произведение считалось антирасистским в ЮАР, толковалось как песня за права геев, была объединяющей песней для афроамериканской молодёжи. Вдохновение для песни Брайан Мэй черпал от своей жены, которая всегда повторяла: «I want it all and I want it now».
Версия, выпущенная как сингл, отличается от альбомной записи, в которой вместо гитарного вступления в исполнении Мэя звучит акапельная версия припева. Альбом 1997 года Queen Rocks включает в себя обе версии.
Песня добиралась до 3-й позиции в британских чартах, становилась 50-й в Америке и 3-й в Mainstream Rock Tracks.
На концерте памяти Фредди Меркьюри песню исполнил Роджер Долтри с участием Тони Айомми и членов группы Queen. «I Want It All» использовалась в рекламах Dr. Pepper, Circuit City, Chase Bank, а еще включена в саундтреки игр Madden NFL 12 и Guitar Hero: Van Halen. Также, песня использовалась как гимн Олимпийских игр 2018 на телеканале Eurosport.

## В записи участвовали
- Фредди Меркьюри — вокал, синтезатор
- Джон Дикон — бас-гитара, бэк-вокал
- Роджер Тейлор — ударные, бэк-вокал
- Брайан Мэй — электрогитара, акустическая гитара, вокал (перед скоростным гитарным соло), бэк-вокал

## Места в чартах
| Чарт (1989)                 | Позиция | Недели |
| --------------------------- | ------- | ------ |
| Australian Singles Chart    | 10      | 12     |
| Austrian Singles Chart      | 11      | 14     |
| Canadian Singles Chart      | 34      | 13     |
| Dutch Singles Chart         | 2       | 14     |
| German Singles Chart        | 9       | 17     |
| Irish Singles Chart         | 3       | 5      |
| New Zealand Singles Chart   | 3       | 10     |
| Norwegian Singles Chart     | 4       | 7      |
| Swedish Singles Chart       | 14      | 4      |
| Swiss Singles Chart         | 8       | 14     |
| UK Singles Chart            | 3       | 7      |
| U.S. Billboard Hot 100      | 50      | 10     |
| U.S. Mainstream Rock Charts | 3       | ?      |